# 大华乡
大华乡，是中华人民共和国湖南省怀化市溆浦县下辖的一个乡镇级行政单位。

## 行政区划
大华乡下辖以下地区：
东升村、北胜村、合心村、新胜村、栗山村、红丰村、梁家洞村、红岭村、红岩村、百家田村、潘岭村、竹园村和小黄村。